# Armacia spatiosa
Armacia spatiosa är en insektsart som först beskrevs av Walker 1870.  Armacia spatiosa ingår i släktet Armacia och familjen Ricaniidae. Inga underarter finns listade i Catalogue of Life.